# Compagnie de papier Rolland
La Compagnie de papier Rolland, fondée dans la ville québécoise de Saint-Jérôme, au Canada, en 1882 par l’imprimeur, libraire et homme d’affaires Jean-Baptiste Rolland, est une entreprise québécoise.

## Histoire
La société a été l’une des premières à s’installer dans la ville de Saint-Jérôme. L’entreprise s’est rapidement distinguée des autres usines en utilisant des techniques plus rigoureuses à une époque où la concurrence économique des usines de papiers était forte. En 1885, elle remporte la médaille d’or à l’Exposition universelle d’Anvers en Belgique et gagnera d’autres prix en 1893 et 1900. À l’époque, la compagnie de papier Rolland était reconnue mondialement pour son papier fin de qualité supérieure. La présence de cette compagnie dans la ville de Saint-Jérôme a permis au Québec de se tailler un nom dans les industries de papiers à l’échelle mondiale. Dans les années suivantes, due à la création de l’Industrie Rolland, une colonisation massive vers le nord a poussé la ville de Saint-Jérôme à construire une nouvelle église pour répondre aux besoins. L’entreprise a eu un développement dans une région du Québec moins développée. Dans les années 1930, le fils de Jean-Baptiste Rolland, Stanislas Rolland, va vendre des actions pour obtenir les capitaux suffisants pour l’agrandissement de l’usine. On procèdera à l’installation de nouvelles machines pour rendre l’établissement plus efficace.   
Encore en activité aujourd’hui, située à côté de la rivière du Nord, la société de papier Rolland se positionne comme un leader écologique dans l'industrie des pâtes et papiers en Amérique du Nord, avec une production fabriquée selon les normes environnementales les plus strictes. Rolland utilise principalement des sources d'énergies renouvelables, comme le biogaz, et des fibres recyclées. Cette approche lui permet d'avoir l’une des plus faibles empreintes environnementales de l'industrie en Amérique du Nord. La compagnie appartient à une division de Groupe Sustana et compte plusieurs centaines d’employés. L’établissement de papier Rolland de Saint-Jérôme est répertorié comme un patrimoine culturel du Québec.